# Amalie Kärcher
Amalie Kärcher (* 4. August 1819 in Rüppurr; † 15. Juli 1887 in Karlsruhe), auch Kaercher, war eine deutsche Stilllebenmalerin.

## Leben

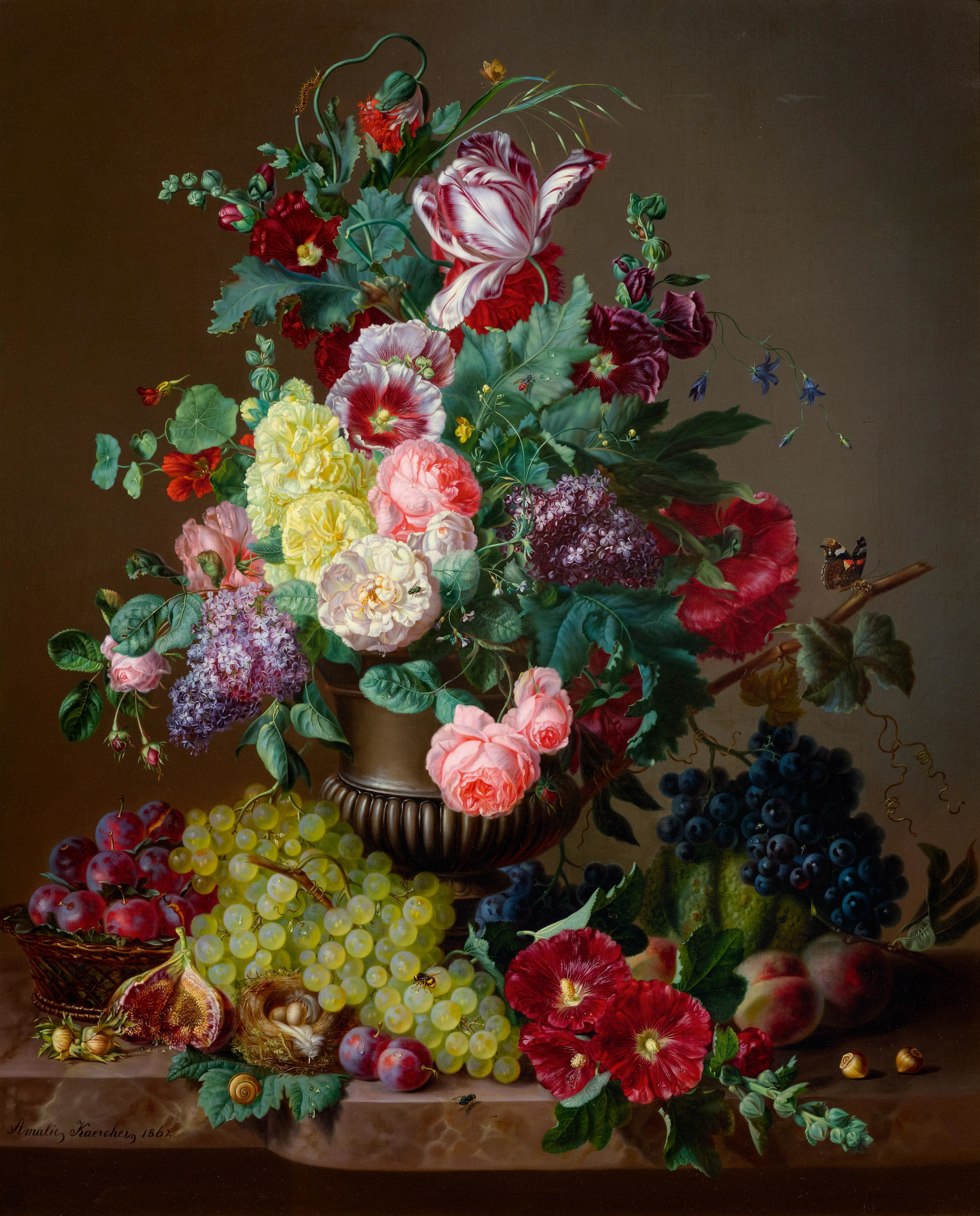
Amalie Kärcher: Blumenstillleben mit Früchten (1862, Öl auf Leinwand, 98,3 × 80,5 cm)

Amalie Kärcher wurde 1819 in Rüppurr geboren, einer kleinen Gemeinde südlich von Karlsruhe, die später nach Karlsruhe eingemeindet wurde. Ihr Vater war der evangelische Pfarrer, Altphilologe und Künstler Karl Kärcher (1794–1848), der später zum Hofrat ernannt wurde. Als Malerin ist Kärcher erstmals für das Jahr 1843 bezeugt, als sie in einer Quelle als Kopistin des Stilllebenmalers Karl Wilhelm de Hamilton bezeichnet wird. Elemente aus Hamiltons Gemälden finden sich auch in späteren Werken, die in vielen Fällen Blumen und Früchte zeigen. Zwischen 1845 und 1874 stellte sie ihre Bilder auf den Kunstausstellungen des Badischen Kunstvereins aus. Unregelmäßig war sie auch auf den Märzausstellungen des Kunstvereins in Bremen vertreten; 1860 zeigte sie einmalig auch ein Werk auf der Ausstellung des Kunstvereins München. Elf Jahre später war eines ihrer Gemälde Teil einer Ausstellung im Münchener Glaspalast.
1856 steuerte Kärcher ein Blatt mit einem Stillleben eines Blumenstraußes zum sogenannten Heidelberger Friedrich-Luisen-Album von Ludwig Kachel bei. Einige weitere Werke gelangten in den Besitz des Kurfürsten von Hessen. Obgleich Kärcher 1887 in Karlsruhe verstarb, wurden noch 1920 mehrere ihrer Werke auf der Kunstausstellung „Meister des 19. Jahrhunderts in Heidelberger Besitz“ in Heidelberg gezeigt. Heute sind viele ihrer Werke in Privatbesitz, zu bedeutendem Teil auch in den Vereinigten Staaten. Ab den 1990er Jahren gelangten über zwei Dutzend ihrer Gemälde in den Kunsthandel.